# MSP430
Os MSP430 são microcontroladores RISC de 16 bits voltados para aplicações de baixo consumo de energia. São fabricados pela Texas Instruments e estão disponíveis em quatro famílias básicas:
- 1xx - voltados para aplicações gerais (1 a 60kb de memória flash e 128 a 10240 bytes de memória RAM)

- 2xx - uma evolução da família 1xx (1 a 8kb de memória flash e 256 bytes de memória RAM)

- 3xx - família mais antiga e baseada em dispositivos One Time Programmable

- 4xx - voltados para instrumentação portátil e dotados de controlador de LCD interno (1 a 60kb de FLASH e 128 a 10240 bytes de RAM)

A CPU dos MSP430 possui um conjunto de apenas 51 instruções (27 físicas e 24 emuladas) e um total de 16 registradores de 16 bits.

Estão também disponíveis diversos periféricos tais como: timers, USARTs, ADCs de 10, 12 e 16 bits, comparador analógico, amplificador operacional, DACs de 12 bits e/ou de 10 bits, controlador de LCD, etc.
Algumas das principais características do MSP430 é a flexibilidade no que diz respeito à sua arquitetura das portas. Estas possuem funções de entrada, saída e uma função especial de hardware como USARTs, DACs, etc.
Outra característica importante é a interface JTAG que permite debugar o programa passo a passo.